# Tsitsila tabaka
Tsitsila tabaka (gruz.  წიწილა ტაბაკა) – popularne gruzińskie danie mięsne z kurczaka smażonego na tradycyjnej patelni nazywanej tapa.

## Przygotowanie i serwowanie
Przygotowanie dania polega na zgnieceniu tuszy kurczaka na patelni, poprzez dociskanie dużym ciężarem, co powoduje, że ptak staje się płaski i owalny. Mięso winno być chrupiące na zewnątrz, a wewnątrz zachować delikatność i wilgotność. Jest ono najczęściej uprzednio marynowane w mieszance soku z cytryny, oliwy, czosnku i ziół, głównie rozmarynu.
Potrawę serwuje się najczęściej z sosem śliwkowym tkemali podawanym osobno.

## Potrawa w polityce
Danie stało się, po transformacji systemowej i rozpadzie ZSRR, metaforą stanu gruzińskiej demokracji, "spłaszczonej" represjami politycznymi i ograniczoną wolnością mediów.

## Galeria

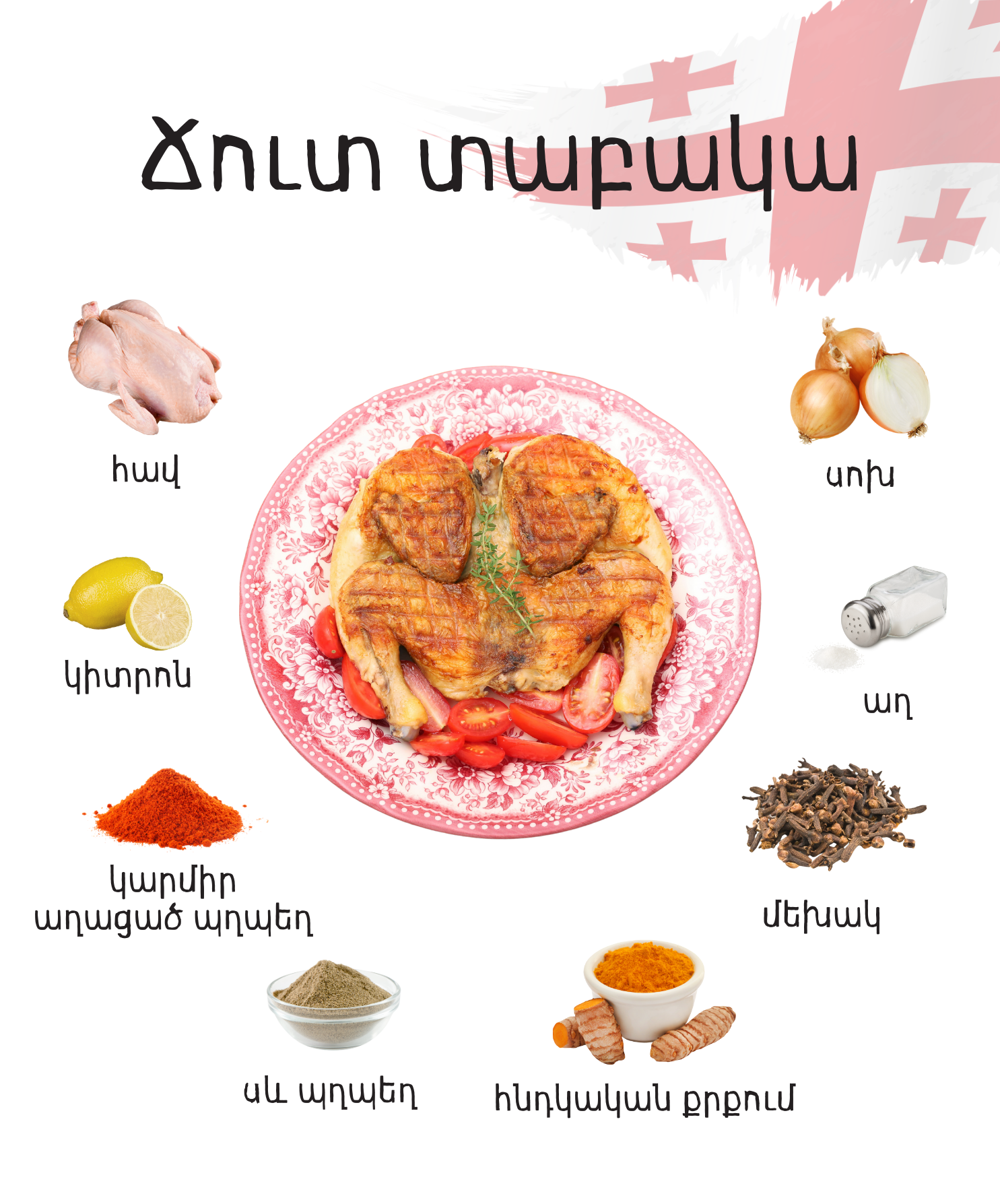
Składniki
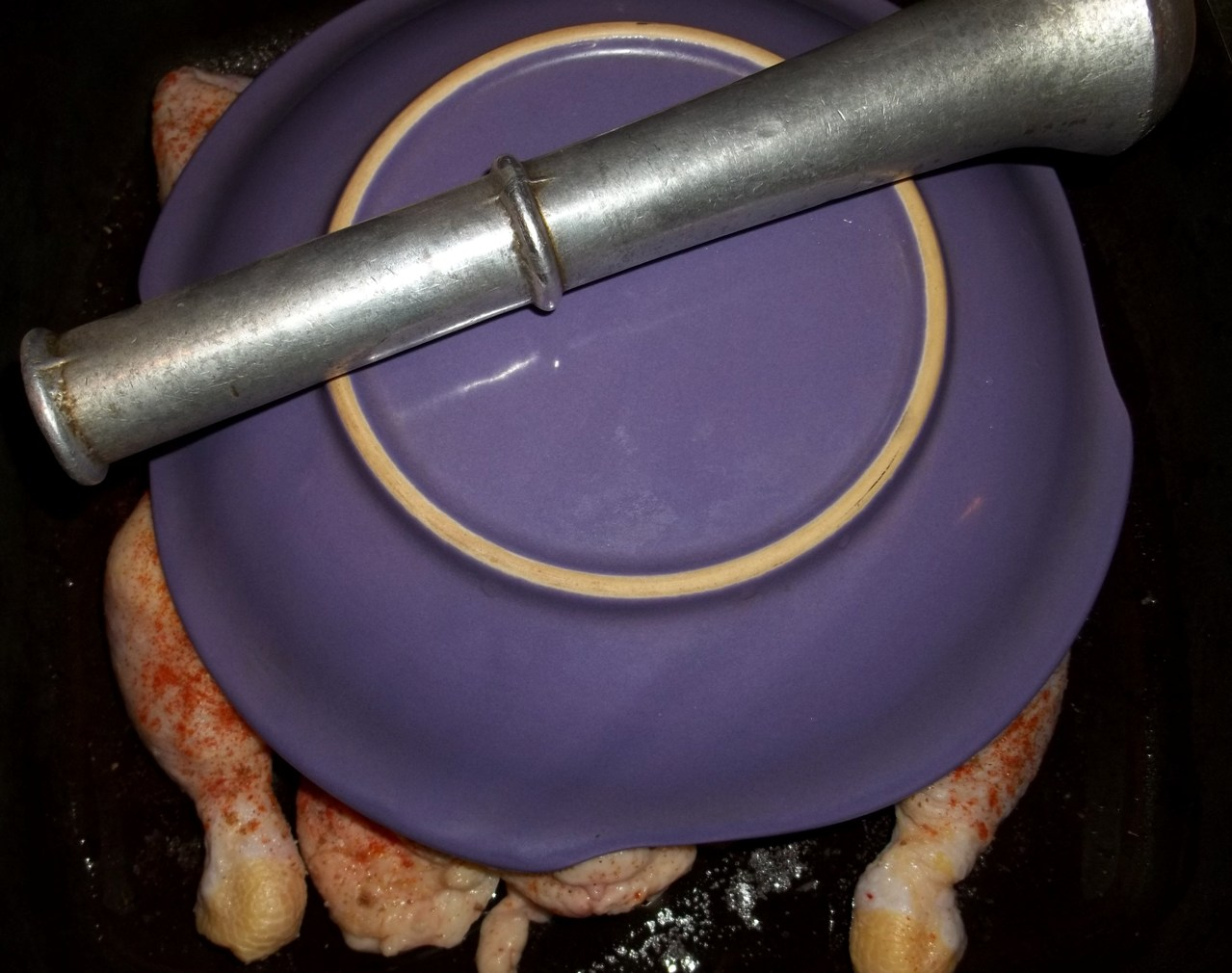
Rozgniatanie tuszy
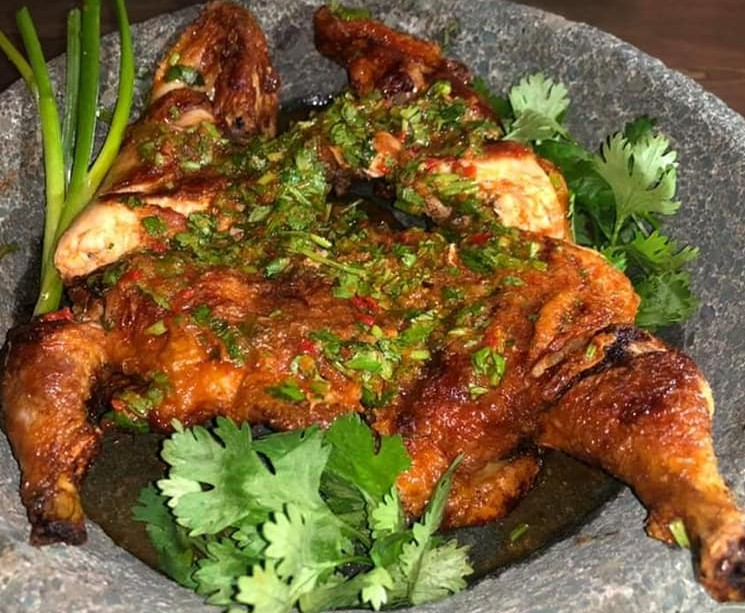
Serwowanie